# Bahnhof Neumarkt am Wallersee
Der Bahnhof Neumarkt am Wallersee (bis September 2020: Neumarkt-Köstendorf) ist eine Betriebsstelle der ÖBB Infrastruktur AG in der Gemeinde Neumarkt am Wallersee im Salzburger Land in Österreich.

## Geschichte
Der Bahnhof wurde im Zuge der Eröffnung des Teilabschnitts Frankenmarkt – Salzburg am 1. August 1860 eröffnet. Seit Anfang September 2020 heißt der Bahnhof Neumarkt am Wallersee, im Zuge des Bahnhofsumbaues wurde eine dritte Bahnsteigkante errichtet, welche mit dem Bahnsteig 2 einen Mittelbahnsteig seither teilt. Der Bahnhof gilt als Knotenpunkt für die Regionalzüge der West- und Mattigtalbahn, liegt jedoch nicht direkt auf letzterer Strecke.
Bereits seit 10. Dezember 2017 hält jeweils stündlich ein railjet der ÖBB aus der Stadt Salzburg und ein railjet aus Richtung Wien kommend im damals noch bezeichneten „Bahnhof Neumarkt-Köstendorf“, abwechselnd ein railjet nur bis Wien-Hauptbahnhof und bis Wien Flughafen Schwechat ohne Umsteigen. 2020, im Corona-Jahr, fuhren dann jede Stunde abwechselnd ein railjet und ein Zug der WESTbahn in beide Richtungen. 2022 blieb wieder nur der railjet stehen (einige Halts gab es temporär auch von der WESTbahn).
2017 wurde eine Park+Ride-Anlage errichtet, der 2019 durch einen in der Nähe befindlichen zweiten Parkplatz während der Umbauarbeiten erweitert wurde. Nach der Fertigstellung des Umbaus entstand noch ein dritter Parkplatz neben dem alten Bahnhofsgebäude.
Von Sommer 2019 bis Dezember 2020 erfolgten Umbauarbeiten zum Bahnknoten Bahnhof Neumarkt am Wallersee sowie die Errichtung eines dritten Gleises vom Bahnhof Steindorf bei Straßwalchen kommend. Am 25. August 2020 wurde mit dem Abriss der alten Bahnsteige begonnen.
Seit September 2020 heißt der Bahnhof nicht mehr "Neumarkt-Köstendorf", sondern nur mehr "Neumarkt am Wallersee". Mit dem Fahrplanwechsel der ÖBB am 13. Dezember 2020 war der neue Bahnhof bis auf kleinere Arbeiten fertiggestellt.
Das Aufnahmsgebäude steht unter Denkmalschutz, in welchem seit Februar 2025 ein Café eingerichtet ist. 

## Aufbau
Der Bahnsteig 2/3 ist durch eine Unterführung erreichbar. Am Bahnhofsvorplatz gibt es eine Haltestelle und ein Aufnahmsgebäude.

## Verkehr
| Linie           | Linienverlauf | Taktfrequenz                                                                          |
| --------------- | --- | ------------------------------------------------------------------------------------- |
| Railjet         | Salzburg Hbf – Neumarkt am Wallersee – Attnang-Puchheim – Wels Hbf – Linz Hbf – St. Pölten Hbf – Wien Hbf – Flughafen Wien | Stundentakt (einzelne Verbindungen werden nach Klagenfurt oder Bregenz durchgebunden) |
| S-Bahn Salzburg | Freilassing – Salzburg Hbf – Neumarkt am Wallersee – Straßwalchen (– Attnang-Puchheim – Wels Hbf – Linz Hbf)               | Stundentakt                                                                           |
| R               | Salzburg Hbf – Neumarkt am Wallersee – Friedburg                                                                           | Stundentakt                                                                           |
| REX             | Freilassing – Neumarkt am Wallersee – Braunau am Inn                                                                       | Stundentakt (Zweistundentakt an Sonn- & Feiertag)                                     |

Ab dem Fahrplanjahr 2018 wurde der Bahnhof zu einem Fernverkehrshalt, die „langsamen“ Railjets, welche zusätzlich auch an Bahnhöfen wie Vöcklabruck, Attnang-Puchheim oder Wels Hbf halten, legen nun einen Aufenthalt im damals noch unter Neumarkt-Köstendorf bekannten Bahnhof ein. Im Personennahverkehr halten auch die Züge der S2 der S-Bahn Salzburg, der REX zwischen Freilassing und Braunau sowie die Regionalzüge zwischen Salzburg und Straßwalchen. Seit dem Fahrplanwechsel im Dezember 2021 verkehren diese Regionalzüge unter der Liniennummer R21 nun weiter nach Friedburg, an die Mattigtalbahn.
Auf dem Busbahnhof vor dem Bahnhof halten die Albus-Linien 130, 132 und 870.